# George Isaacs
George Alfred Isaacs (ur. 28 maja 1883 w Finsbury, zm. 26 kwietnia 1979) – brytyjski polityk, działacz związków zawodowych, członek Partii Pracy, minister w rządach Clementa Attleego.
Początkowo pracował jako drukarz. Wcześnie rozpoczął karierę w związkach zawodowych. W 1909 r. został sekretarzem generalnym National Society of Operative Printers and Assistants (NATSOPA). Urząd ten sprawował do 1948 r. Zasiadał również w Radzie Generalnej Kongresu Związków Zawodowych. W latach 1919–1921 był burmistrzem Southwark.
W 1922 r. bez powodzenia wystartował w wyborach do Izby Gmin z okręgu Gravesend. Ponowił próbę w wyborach 1923 r. i tym razem wygrał różnicą 119 głosów. W 1924 był parlamentarnym prywatnym sekretarzem ministra kolonii, J.H. Thomasa. Miejsce w parlamencie utracił po wyborach 1924 r. W 1929 r. powrócił do Izby Gmin, wygrywając wybory w okręgu Southwark North (w 1927 r. startował bez powodzenia w wyborach uzupełniających w tym okręgu). Po wyborach ponownie został parlamentarnym prywatnym sekretarzem Thomasa, tym razem ministra ds. dominiów.
Kiedy w 1931 r. Partia Pracy weszła w koalicję z Partią Konserwatywną i Partią Liberalną, Isaacs znalazł się wśród tych laburzystowskich deputowanych, którzy przeszli do opozycji. W 1931 r. przegrał wybory parlamentarne w swoim okręgu. W 1935 r. przegrał kolejne wybory, różnicą 79 głosów. Dopiero w 1939 r. powrócił do parlamentu po wyborach uzupełniających w okręgu Southwark North. Okręg ten reprezentował do jego likwidacji w 1950 r. Następnie był deputowanym z okręgu Southwark.
Po powrocie Partii Pracy do władzy w 1945 r. Isaacs został ministrem pracy i służby narodowej. W styczniu 1951 r. został ministrem emerytur. Stanowisko to utracił po wyborczej porażce Partii Pracy w 1951 r. Isaacs zasiadł w Izbie Gmin do roku 1959. Następnie przeprowadził się do East Molesey w hrabstwie Surrey, gdzie był zastępcą lorda namiestnika oraz Sędzią Pokoju. Zmarł w 1979 r.